# SECIS-елемент

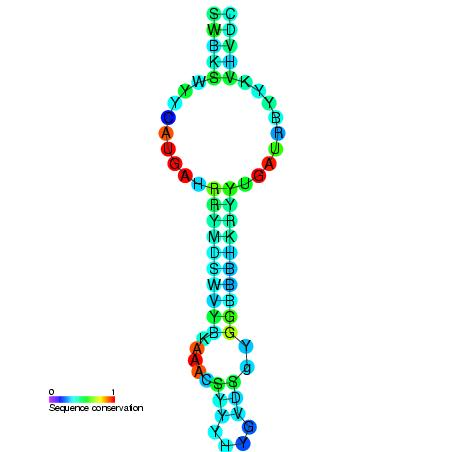
Передбаченна вторинна структура SECIS-елементу

SECIS-елемент (англ. SECIS: selenocysteine insertion sequence – послідовність вставки селеноцистеїну) — послідовність РНК завдовжки близько 60 нуклеотидів, що має характерну вторинну структуру типу «шпилька». Цей структурний мотив є сигналом для трансляційного апарату клітини завдяки якому під час біосинтезу білка стоп-кодон UGA розпізнається як смисловий кодон селеноцистеїну. SECIS-елементи необхідні для правильної трансляції мРНК що кодують селен-вмісні білки, тобто такі білки що містять один або більше залишків селеноцистеїну.
У бактерій SECIS-елемент розташований поруч із UGA-кодоном на який він впливає. У архей та еукаріот цей елемент розташований в 3'-нетрансльованій ділянці (3'-UTR) мРНК та може впливати одразу на декілька UGA-кодонів в мРНК. Один SECIS-елемент у архей Methanococcus був знайдений в 5' UTR.
SECIS-елемент має характерну вторинну структуру типу «шпилька» яка утворюється завдяки формуванню пар комплементарних основ. SECIS-елементи еукаріот мають у своєму складі неканонічні пари основ A-G, які є важливими для правильного функціонування всієї структури. Хоча еукаріотичні, архейні та бактеріальні SECIS-елементи мають однотипну вторинну структуру, конкретні нуклеотидні послідовності дуже сильно відрізняються.
Були створені комп'ютерні програми для пошуку SECIS-елементів у відсеквенованих геномних послідовностях, що стало новим інструментом для пошуку селенопротеїнів in silico.

## Розповсюдження
SECIS-елементи були знайдені в РНК багатьох організмів з основних доменів живого.